# John Durham Peters
John Durham Peters, född 1958, är en amerikansk mediehistoriker som är verksam vid Yale University.
Peters tog en mastersexamen (M.A.) vid University of Utah 1982 och en doktorsexamen (Ph.D.) vid Stanford University 1986. Han undervisade vid University of Iowa 1986-2016, där han var A. Craig Baird Professor of Communication Studies. Sedan 2017 är han verksam vid Yale University som Maria Rosa Menocal Professor of English and of Film and Media Studies.
Peters är främst känd för de två verken The Marvelous Clouds: Toward a Philosophy of Elemental Media och Speaking into the Air: A History of the Idea of Communication, där han anlägger ett brett historiskt, filosofiskt, kulturellt och teknologiskt perspektiv på medie- och kommunikationshistoria.